# Квартет (произведение)
Квартет — музыкальное произведение для квартета, ансамбля из четырёх музыкальных инструментов или певцов.
Под квартетом как правило подразумевается произведение для струнного квартета смычковых инструментов, являющееся одним из наиболее распространённых жанров камерной музыки. Первые образцы таких квартетов написаны Л. Боккерини (1743—1805) и композиторами венской классической школы Йозефом Гайдном, Бетховеном и Моцартом
Жанр вокального квартета был особенно распространён в XVIII—XIX веках.